# Administración hospitalaria
La administración hospitalaria es una especialidad de la administración en salud enfocada a la autonomía de la gestión de los servicios y de las instituciones hospitalarias. En el pasado, la administración de un hospital estaba a cargo de uno de los médicos de mayor antigüedad. En América Latina, la administración hospitalaria se fortaleció como especialidad desde la descentralización de los hospitales, por lo tanto, históricamente se divide en dos periodos, uno de valores modernos y otro de valores posmodernos. Al igual que la gestión de empresas industriales, la administración hospitalaria se basa en estrategias para conseguir una mejor relación entre la calidad, precios y esfuerzos por lograr eficacias, efectividades y eficiencias en los servicios del hospital. En la práctica, especialmente en la administración de hospitales públicos, las recomendaciones y estrategias teóricas suelen presentar una indeseable divergencia con la experiencia real.
Como carrera, la administración hospitalaria, por lo general, requiere de una maestría en Gerencia Hospitalaria que prepara a profesionales, aun aquellos sin carreras médicas, para administrar las necesidades específicas y abordar los desafíos de un hospital.

## Historia

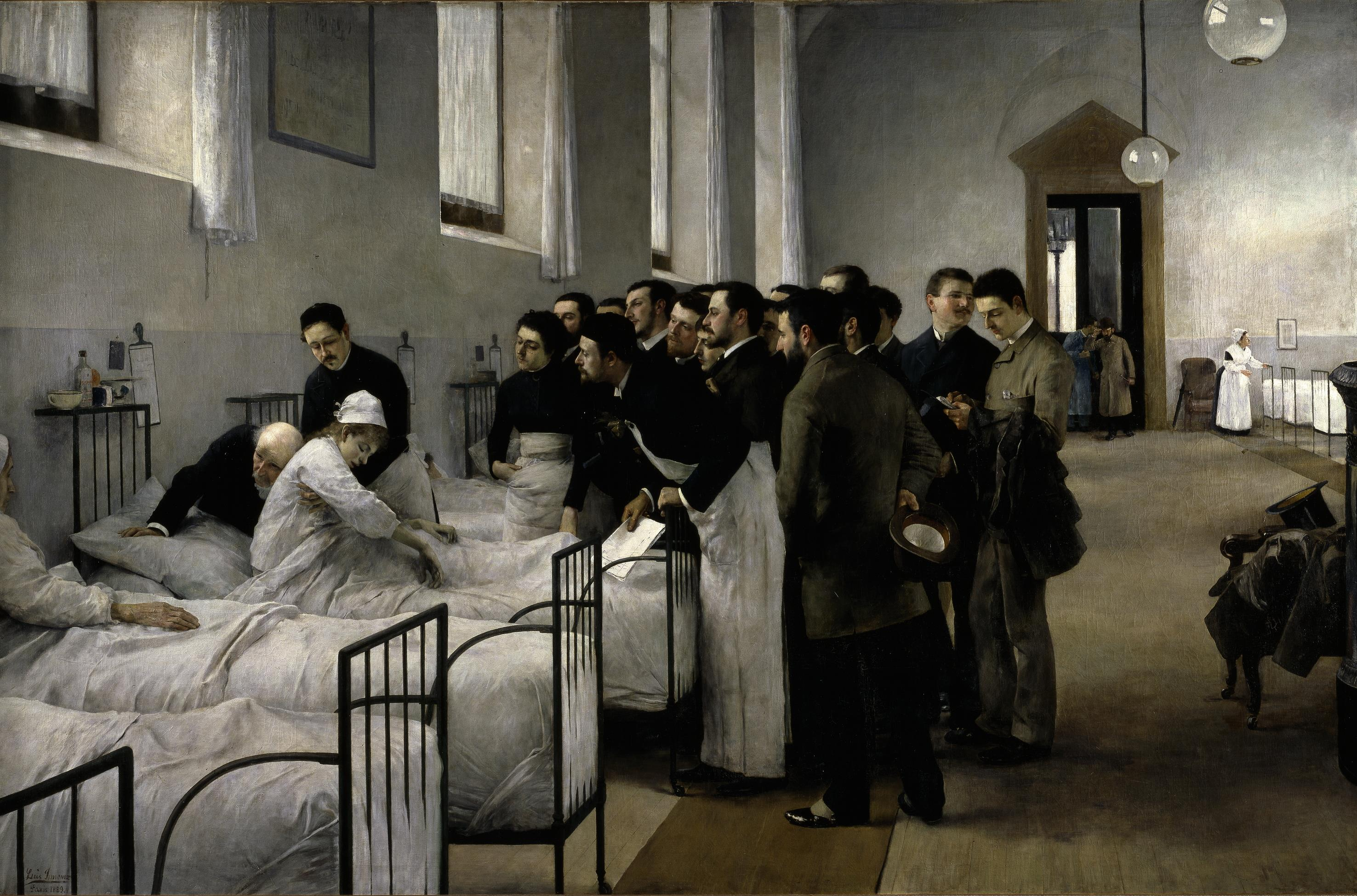
Pintura de 1897 de Luis Jiménez Aranda ilustrando el aspecto multidisciplinario de la atención hospitalaria.

Para los años 4000 a. C., las religiones habían identificado a algunas de sus deidades con capacidades curativas. El templo de Saturno, y más tarde el templo de Esculapio en Asia Menor, fueron reconocidos como tales centros de curación. Luego, los hospitales brahmánicos fueron establecidos en Sri Lanka aproximadamente en el año 431 a. C., y el rey Aśoka estableció una cadena de hospitales en la península indostánica alrededor de 230 a. C. Para los años 100 a. C., se establecieron los hospitales romanos para el tratamiento de sus soldados enfermos o heridos.
En el mundo islámico medieval, la palabra «bimaristán» se utilizó para indicar un establecimiento hospitalario donde los enfermos fueron recibidos, atendidos y tratados por personal cualificado. El hospital público en Bagdad se abrió durante el Califato Abasí de Harún al-Rashid en el siglo VIII. Los hospitales medievales en Europa siguieron un patrón similar a la bizantina financiadas por las comunidades religiosas, con la atención prestada por monjes y monjas. Algunos hospitales eran multifuncionales, mientras que otros fueron fundados para fines específicos, tales como hospitales de leprosos o como refugio para los pobres o para los peregrinos: no solo para los cuidados de los enfermos. 
Desde el siglo XV el hospital medieval presentó una separación entre la institución dedicada a la asistencia de los enfermos y los albergues para pobres, ambas bajo responsabilidad de la comunidad y no de la Iglesia.
A partir del siglo XVIII los hospitales fueron centro de renovaciones gerenciales al abrir sus puertas a estudiantes y profesionales no-residentes con un énfasis en la opinión multidisciplinaria para el diagnóstico y tratamiento efectivo de la enfermedad.

## Influencia hospitalaria
La principal función de un hospital es proveer cuidados en salud para lo que demanda un porcentaje muy elevado del presupuesto sanitario. Naturalmente un hospital es también el principal empleador de los servicios en salud, tanto en médicos como en profesionales de enfermería y otras carreras. El hospital posmoderno también suele ir vinculado a la formación y educación e investigación influenciados por la evolución de las patologías humanas, la demografía de las comunidades y las tendencias de la globalización.
La mayoría de las instituciones hospitalarias públicas son administradas con un modelo diseñado para optimizar la flexibilidad de poder adaptar las complejas necesidades de los pacientes. Debido a que la oferta varía tanto, el presupuesto suele estar basado en una tarifa por departamentos.
Por el contrario, los hospitales privados suelen ser optimizados con un modelo que recibe pago del paciente por los servicios prestados. En muchos casos el financiamiento del paciente ocurre a través de interacciones de intermediación, fundamentalmente una empresa aseguradora.

## Administración
Al igual que muchas estrategias empresariales exitosas, los hospitales suelen ser administrados bajo el contexto de calidad total, fundamentados en varias fórmulas de éxito tales como la gerencia y planificación estratégica de los servicios de salud, reingeniería de procesos, administración por políticas, etc. Esa filosofía en la gestión hospitalaria suele ser adaptada a las peculiares demandas del hospital, tales como la complejidad tecnológica, la computación de toda la data, la investigación biomédica, la búsqueda de relación con los consultorios periféricos y la población, la introducción de servicios de las subespecialidades incluyendo servicios sociales y la preocupación por la humanidad y el entorno del paciente.

### Talento humano
En el ámbito hospitalario, la calidad de los servicios se ve influida por las habilidades técnicas y de gestión del equipo humano del hospital. Por lo tanto, el talento humano es considerado como el recurso más importante del sistema de atención hospitalaria. El rendimiento del hospital se ve muy influenciada por el nivel de conocimiento, las habilidades y talentos y la motivación del recurso humano que presta los servicios de salud a la comunidad.

### Indicadores de gestión hospitalaria
La actividad de un hospital se mide con indicadores como el número de ingresos, las camas presupuestadas en comparación con las ocupadas, estancias hospitalarias promedias, mortalidad por servicios, reingresos, sus recursos humanos, tecnológicos, materiales, financieros, etc. A estos indicadores se unen otros subjetivos que tienen en cuenta la satisfacción del paciente atendido, los cuales pueden analizarse desde de una perspectiva clínica, es decir, el nivel de aceptación de los usuarios basado en criterios de validez, y de una perspectiva estadística por grupos relacionados con el diagnóstico (GDR), por ejemplo. Estos indicadores y otros diseñados por iniciativa de ciertos hospitales, se utilizan fundamentalmente como instrumentos de gestión hospitalaria, permitiendo identificar la actividad diaria y permitir fijar objetivos y monitorizar la actividad global de sus servicios.

#### Grupos Relacionados por el Diagnóstico
El término «Grupos Relacionados por el Diagnóstico» (GRD), desarrollado en la Universidad de Yale en los años 1970, constituye un sistema de clasificación de pacientes que relaciona los pacientes tratados en un hospital agrupados por la causa de su hospitalización con el coste que representó su asistencia. La aplicación de los GRD permite medir de manera más o menos adecuada el impacto de la etiología en los costes del hospital. 
Una de las debilidades de los GRD es que no permite medir el grado de complejidad o gravedad de los pacientes aun dentro del mismo grupo etiológico, por lo tanto, la mayor o menor actuación asistencial y su peculiar demanda de recursos. Es por ello que algunos hospitales utilizan otros sistemas de clasificación de pacientes, con la finalidad de crear una medida equitativa tanto de las necesidades de recursos como de los resultados observados de forma global en cada uno de ellos.

#### Camas hospitalarias
El número de camas es otro recurso de gran valor en la administración hospitalaria. Las camas disponibles incluyen las que se encuentran ocupadas más aquellas desocupadas en condiciones de ser ocupadas. El número de camas disponibles varía en proporción al número de camas inhabilitadas por desinfección, reparación, o cierre temporal por falta de recursos. En muchos hospitales públicos donde la atención es mayor que la capacidad del hospital y en ciertos casos de emergencias temporales, el número de camas disponibles puede ser mayor a las dotadas originalmente al hospital.
Los principales indicadores del uso de las camas hospitalarias, que puede ser aplicadas al total del hospital o a sus departamentos o servicios por separado, incluyen:
- Índice de ocupación: se obtiene al dividir el total de camas ocupadas en un período determinado por el total de camas disponibles en ese mismo período, resultado que es amplificado por 100. Al comparar el promedio diario de camas disponibles y ocupadas vs. el número de camas dotadas, es posible visualizar cuantitativamente, el grado de uso de las camas para un período determinado, con respecto a la dotación del establecimiento. Un índice de ocupación de 85% suele indicar una óptima utilización de recursos o que ha habido una demanda normal.[12] Índices por encima del 90% presuponen la existencia de una demanda excesiva o una lenta sustitución de la cama, es decir, un alto índice de sustitución.[18]

| {\displaystyle Indice_{ocupacion}={\frac {camas_{ocupadas}}{camas_{disponibles}}}x100} | {\displaystyle Camas_{ocupadas}={\frac {Ocupadas_{diarias}}{Periodo_{dias}}}x100} {\displaystyle Camas_{disponibles}={\frac {Disponibles_{diarias}}{Periodo_{dias}}}x100} |

- Egresos por cama hospitalaria o rotación de camas: mide el número de pacientes que, en promedio, hacen uso de una cama dotada al hospital, o de una cama hospitalaria disponible, para un período establecido.

{\displaystyle Egresos_{porcama}={\frac {total_{egresos}}{camas_{disponibles}}}x100}
- Índice de sustitución: representa el número de días que, en promedio, una cama hospitalaria disponible permanece desocupada entre el egreso de un paciente (por alta médica o fallecimiento) que usó la cama y el ingreso de otro que la vuelva a utilizar.

- Promedio de hospitalización por egreso: señala el número de días que, en promedio y para un período determinado, permanecieron los pacientes hospitalizados en el establecimiento (por ciento de días al año). Los controles diarios de la evolución natural del paciente permiten evaluar la salid en el momento adecuado. Ciertos servicios con complejidad mayor, como cardiología, neurocirugía y oncología tienen estancias promedio mayores que otras como dermatología y obstetricia.[18]

{\displaystyle Promedio_{hospitalizacion}={\frac {Dias_{hospitalizacion}}{Total_{egresos}}}x100}